# Associazione Calcio Juve Stabia 1998-1999
Questa voce raccoglie le informazioni riguardanti la Società Sportiva Juve Stabia nelle competizioni ufficiali della stagione 1998-1999.

## Stagione
Nella stagione 1998-1999 la Juve Stabia è giunta al terzo posto nel campionato di Serie C1 girone B raccogliendo 54 punti. Nei i Play-off supera in semifinale il Giulianova, ma perde la finale giocata il 13 giugno 1999 ad Avellino, incrociando il Savoia che vincendo (0-2) viene promosso nel campionato di Serie B, accompagnando la Fermana che ha dominato il campionato. Al termine del girone di andata i gialloblù sono primi con 30 punti, poi nel girone di ritorno perdono alcune posizioni, ottenendo solo 24 punti. Nella Coppa Italia di Serie C la Juve Stabia disputa e vince il girone O di qualificazione, poi nei sedicesimi di finale si impone sul Frosinone, negli ottavi di finale elimina la Nocerina, mentre nei quarti di finale esce dal torneo eliminata dal Gualdo Tadino.

## Rosa
| N. |                   | Ruolo | Calciatore          |
| -- | ----------------- | ----- | ------------------- |
|    | Italia (bandiera) | P     | Antonio Efficie     |
|    | Italia (bandiera) | P     | Christian Bini      |
|    | Italia (bandiera) | P     | Ciro Ambra          |
|    | Italia (bandiera) | D     | Maurizio Caccavale  |
|    | Italia (bandiera) | D     | Roberto Amodio ()   |
|    | Italia (bandiera) | D     | Vincenzo Feola      |
|    | Italia (bandiera) | D     | Leonardo Tempesta   |
|    | Italia (bandiera) | D     | Vincenzo Saladino   |
|    | Italia (bandiera) | D     | Francesco De Falco  |
|    | Italia (bandiera) | C     | Vincenzo De Liguori |
|    | Italia (bandiera) | C     | Michele Andrisani   |
|    | Italia (bandiera) | C     | Alessandro Manca    |

| N. |                     | Ruolo | Calciatore             |
| -- | ------------------- | ----- | ---------------------- |
|    | Italia (bandiera)   | C     | Gianluca Procopio      |
|    | Italia (bandiera)   | C     | Giuseppe Minaudo       |
|    | Italia (bandiera)   | C     | Gaetano Fontana        |
|    | Italia (bandiera)   | C     | Giuseppe Marco Cestari |
|    | Italia (bandiera)   | C     | Michele Menolascina    |
|    | Italia (bandiera)   | C     | Simone Sinagra         |
|    | Svizzera (bandiera) | C     | Giovanni Adamo         |
|    | Italia (bandiera)   | A     | Mario Bonfiglio        |
|    | Italia (bandiera)   | A     | Davide Di Nicola       |
|    | Italia (bandiera)   | A     | Salvatore Fresta       |
|    | Italia (bandiera)   | A     | Gianni Matticari       |
|    | Italia (bandiera)   | A     | Carmine De Falco       |

## Risultati

### Serie C1 - girone B

#### Girone di andata
| Giulianova 6 settembre 1998 1ª giornata | Giulianova        | 0 – 0 | Juve Stabia | Stadio Rubens Fadini\| Arbitro: \| Saccani (Mantova) \| |
| Arbitro:                                | Saccani (Mantova) |       |             |                                                         |

| Arbitro: | Lion (Padova) |

|             |           |  |
| Fontana 70’ | Marcatori |  |

| Arbitro: | Alario (Civitavecchia) |

|               |           |  |
| Scichilone 8’ | Marcatori |  |

| Arbitro: | Papini (Perugia) |

|                 |           |                                       |
| Menolascina 18’ | Marcatori | 28’ Puccinelli 89’ (rig.) Incrivaglia |

| Arbitro: | Cuttica (Alessandria) |

|                                      |           |                    |
| Toni 5’ Pellegrino 70’ Guarnieri 87’ | Marcatori | 37’ (rig.) Fontana |

| Arbitro: | Dondarini (Finale Emilia) |

|                 |           |  |
| Menolascina 74’ | Marcatori |  |

| Nocera Inferiore 18 ottobre 1998 7ª giornata | Nocerina          | 0 – 0 | Juve Stabia | Stadio San Francesco d'Assisi\| Arbitro: \| Saccani (Mantova) \| |
| Arbitro:                                     | Saccani (Mantova) |       |             |                                                                  |

| Arbitro: | Ciampi (Pisa) |

|           |           |             |
| Manca 22’ | Marcatori | 52’ Perrone |

| Fermo 8 novembre 1998 9ª giornata | Fermana         | 0 – 0 | Juve Stabia | Stadio Bruno Recchioni\| Arbitro: \| Cecotti (Udine) \| |
| Arbitro:                          | Cecotti (Udine) |       |             |                                                         |

| Arbitro: | Cavuoti (Vasto) |

|                            |           |  |
| Di Nicola 45+3’ Fresta 57’ | Marcatori |  |

| Arbitro: | Campofiorito (Chiavari) |

|              |           |                    |
| D. Ricci 40’ | Marcatori | 19’, 38’ Bonfiglio |

| Arbitro: | Maselli (Lucca) |

|  |           |             |
|  | Marcatori | 56’ Fontana |

| Arbitro: | S. Ayroldi (Molfetta) |

|                           |           |  |
| Feola 21’ Bonfiglio 90+2’ | Marcatori |  |

| Avellino 13 dicembre 1998 14ª giornata | Avellino        | 0 – 0 | Juve Stabia | Stadio Partenio\| Arbitro: \| Maselli (Lucca) \| |
| Arbitro:                               | Maselli (Lucca) |       |             |                                                  |

| Arbitro: | Cuttica (Alessandria) |

|                                            |           |  |
| Fontana 53’ D. Di Nicola 70’ Bonfiglio 80’ | Marcatori |  |

| Battipaglia 23 dicembre 1998 16ª giornata | Battipagliese | 0 – 0 | Juve Stabia | Stadio Luigi Pastena\| Arbitro: \| Lion (Padova) \| |
| Arbitro:                                  | Lion (Padova) |       |             |                                                     |

| Arbitro: | Campofiorito (Chiavari) |

|                                              |           |  |
| Bonfiglio 11’ Fontana 40’ D. Di Nicola 90+2’ | Marcatori |  |

#### Girone di ritorno
| Arbitro: | Saccani (Mantova) |

|                 |           |  |
| Menolascina 62’ | Marcatori |  |

| Arbitro: | Griselli (Livorno) |

|                           |           |                                 |
| Balducci 2’ E. Baggio 82’ | Marcatori | 63’ Bonfiglio 90+4’ Menolascina |

| Arbitro: | Urbano (Carbonia) |

|                                  |           |  |
| D. Di Nicola 43’ Menolascina 71’ | Marcatori |  |

| Palermo 1° febbraio 1999 21ª giornata | Palermo               | 0 – 0 | Juve Stabia | Stadio La Favorita\| Arbitro: \| N. Ayroldi (Molfetta) \| |
| Arbitro:                              | N. Ayroldi (Molfetta) |       |             |                                                           |

| Arbitro: | Cuttica (Alessandria) |

|                                         |           |             |
| Amodio 57’ D. Di Nicola 66’ (rig.), 72’ | Marcatori | 86’ Sgrigna |

| Arbitro: | Cecotti (Udine) |

|                |           |  |
| G. Filippi 75’ | Marcatori |  |

| Arbitro: | Lion (Padova) |

|                        |           |  |
| S. D'Angelo 82’ (aut.) | Marcatori |  |

| Arbitro: | Ferlito (Prato) |

|                                                |           |               |
| Oshadogan 6’ (rig.) Bordacconi 77’ Perrone 86’ | Marcatori | 72’ Bonfiglio |

| Arbitro: | Saccani (Mantova) |

|                         |           |           |
| D. Di Nicola 80’ (rig.) | Marcatori | 51’ Bruno |

| Arbitro: | Calcagno (Nichelino) |

|             |           |              |
| Tortora 52’ | Marcatori | 87’ Saladino |

| Arbitro: | Gabriele (Frosinone) |

|          |           |  |
| Feola 1’ | Marcatori |  |

| Castellammare di Stabia 11 aprile 1999 29ª giornata | Juve Stabia           | 0 – 0 | Savoia | Stadio Romeo Menti\| Arbitro: \| Cuttica (Alessandria) \| |
| Arbitro:                                            | Cuttica (Alessandria) |       |        |                                                           |

| Arbitro: | Semeraro (Taranto) |

|                            |           |                  |
| Tresoldi 18’ A. Pagano 76’ | Marcatori | 28’ D. Di Nicola |

| Arbitro: | Trefoloni (Siena) |

|                         |           |            |
| D. Di Nicola 41’ (rig.) | Marcatori | 90’ Fanesi |

| Arbitro: | D'Agostini (Frosinone) |

|                      |           |             |
| Bucaro 29’ Marta 89’ | Marcatori | 56’ Fontana |

| Arbitro: | Cecotti (Udine) |

|                 |           |  |
| Menolascina 40’ | Marcatori |  |

| Arbitro: | Pieri (Genova) |

|                         |           |  |
| Infantino 6’ Modica 81’ | Marcatori |  |

### Play-off

#### Smifinale
| Arbitro: | Saccani (Mantova) |

|                                     |           |                             |
| Molino 3’ De Sanzo 31’ Ferrigno 87’ | Marcatori | 62’ D. Di Nicola 67’ Fresta |

| Arbitro: | N. Ayroldi (Molfetta) |

|                |           |  |
| Fresta 1’, 68’ | Marcatori |  |

#### Finale
| Arbitro: | Gabriele (Frosinone) |

|  |           |                          |
|  | Marcatori | 17’ Masitto 88’ Nocerino |

### Coppa Italia di Serie C

#### Girone O
| Arbitro: | Gabriele (Frosinone) |

|               |           |  |
| Bonfiglio 76’ | Marcatori |  |

| Arbitro: | Semeraro (Taranto) |

|                                   |           |                                   |
| Spilli 13’ Marzano 48’ Farias 68’ | Marcatori | 29’ D. Di Nicola 58’ (aut.) Amato |

| Arbitro: | Cavuoti (Vasto) |

|                      |           |                     |
| Manca 16’ Fresta 21’ | Marcatori | 67’ (rig.) Deflorio |

| 9 settembre 1998 4ª giornata |  | – Turno di riposo Juve Stabia |  |  |

| Arbitro: | Carlucci (Molfetta) |

|              |           |                        |
| Galliano 45’ | Marcatori | 10’ Procopio 17’ Feola |

#### Sedicesimi di finale
| Arbitro: | Lombardi (Lanciano) |

|  |           |                 |
|  | Marcatori | 39’ Menolascina |

| Arbitro: | Borelli (Roma) |

|                     |           |              |
| Fontana 103’ (rig.) | Marcatori | 81’ Prosperi |

#### Ottavi di finale
| Arbitro: | Cassarà (Palermo) |

|                                                                           |           |  |
| D. Di Nicola 8’, 31’, 69’, 77’ Feola 45’ Minaudo 45+3’, 73’ Bonfiglio 87’ | Marcatori |  |

| Arbitro: | Giangrande (L'Aquila) |

|              |           |                                                  |
| Borrelli 60’ | Marcatori | 9’ D. Di Nicola 22’ Procopio 27’, 89’ De Liguori |

#### Quarti di finale
| Arbitro: | Linfatici (Viareggio) |

|               |           |              |
| Bonfiglio 12’ | Marcatori | 67’ Battisti |

| Arbitro: | Borelli (Roma) |

|                   |           |  |
| L. Pellegrini 56’ | Marcatori |  |